# Chad Young
Pour les articles homonymes, voir Young.
Chad Young, né le 8 juin 1995 à Newmarket (New Hampshire) et mort le 28 avril 2017 à Tucson (Arizona), est un coureur cycliste américain.

## Biographie
En 2012, Chad Young est sélectionné en équipe nationale des États-Unis pour participer à la Course de la Paix juniors (moins de 19 ans). Il intègre ensuite l'équipe continentale Axeon-Hagens Berman en 2015. Principalement équipier, il parvient toutefois à remporter une étape ainsi que le classement général de la Killington Stage Race
Au printemps 2017, alors qu'il participe au Tour of the Gila, il chute dans une descente lors de la cinquième étape et se blesse gravement à la tête. Transféré dans un état critique à un hôpital de Tucson, il succombe cinq jours plus tard de ses blessures,.

## Palmarès
- 2013
  - 3e étape de la Green Mountain Stage Race juniors
  - 3e de la Green Mountain Stage Race juniors
- 2014
  - 2e de la Green Mountain Stage Race
  - 3e du Tour of Washington County
- 2015
  - Killington Stage Race :
    - Classement général
    - 2e étape